# Signe féminin
En astrologie, on appelle signes féminins des signes du zodiaque qui sont introvertis, réceptifs, par opposition aux signes dits masculins qui sont plus actifs, extravertis.  Les signes du zodiaque sont en alternance masculins et féminins. Ainsi :
- Bélier = un signe masculin ;
- Taureau = un signe féminin ;
- Gémeaux = un signe masculin ;
- Cancer = un signe féminin ;
- Lion = un signe masculin ;
- Vierge = un signe féminin ;
- Balance = un signe masculin ;
- Scorpion = un signe féminin ;
- Sagittaire = un signe masculin ;
- Capricorne = un signe féminin ;
- Verseau = un signe masculin ;
- Poissons= un signe féminin.

Les caractéristiques communes des signes féminins sont les suivantes : retenue, discrétion, intériorisation, forte sensibilité aux ambiances, diplomatie, ténacité, sens du secret.  Dans un thème natal, un excès de planètes en signes féminins dénote de la passivité, de l'inquiétude, une certaine insatisfaction de son sort.